# Глінін Денис Володимирович
Дени́с Володи́мирович Глі́нін (* 21 жовтня 1971, Львів) — український музикант. Ударник рок-гурту «Океан Ельзи». Поряд зі Святославом Вакарчуком є одним з 2 людей, що грають в ОЕ ще з часу заснування гурту в 1994 році.

## Життєпис
Навчався у школі № 69 м. Львова. Закінчив Національний університет «Львівська політехніка» за спеціальністю «економіст-енергетик».
З 1992 року грав у колективі «Клан Тиші» з Андрієм Голяком, Павлом Гудімовим і Юрієм Хусточкою. У 1994 році почалося формування «Океана Ельзи», де вокалістом був 19-річний Святослав Вакарчук. Більшість музикантів «Клана» перейшла туди.
Коли у 2004 році учасники «Океана» Дмитро Шуров і Юрій Хусточка перейшли до гурту «Esthetic Education», допоміг колегам записати дебютний альбом — «Face Reading». На знак вдячності обличчя Дениса Глініна було зображене на обкладинці платівки разом із обличчями інших 3 учасників гурту.
Захоплюється фотозйомкою, великим тенісом. Цікавиться великою кількістю авто.
Прикладом ідеального ударника вважає барабанника «Лед Зеппелін» Джона «Бонзо» Бонема.
Одружений. Виховує сина, який навчається у 8 класі Спеціалізованої школи 53